# Bandeira de Pinhalão
A bandeira de Pinhalão é um dos símbolos oficiais do município, ao lado do brasão e do hino.
Criada e desenhada pelo então prefeito Sebastião Dias Chaves, com o fim específico de comemorar os 22 anos de emancipação política do município de Pinhalão, em 1973, para a composição do desfile cívico que haveria de acontecer naquele ano. Embora, necessitasse de concurso público para a elaboração da bandeira, esta era simplesmente para retratar o município nesta festividade, porém o tempo foi passando e a Bandeira de Pinhalão, por aceitação do povo, continuou a tremular em seu mastro, juntamente com as Bandeiras do Paraná e do Brasil.